# Hermann Lomba
Hermann Lomba (né le 11 octobre 1960 à Pointe-à-Pitre) est un athlète français spécialiste du sprint.
Licencié à l'ASC Siroco, Hermann Lomba remporte le 200 mètres des Championnats de France 1982 dans le temps de 20 s 54.
Sélectionné en équipe de France lors des Championnats d'Europe de 1994 à Helsinki, il remporte la médaille d'or du relais 4 × 100 mètres aux côtés de Eric Perrot, Jean-Charles Trouabal et Daniel Sangouma, devançant avec le temps de 38 s 57 l'Ukraine et l'Italie. Il participe en 1996 à l'âge de 35 ans, à la finale des Jeux olympiques d'Atlanta, mais l'équipe de France est disqualifiée pour mauvais passage de témoin.
Son record personnel sur 100 mètres, établi en 1994, est de 10 s 24.

## Palmarès
| Date | Compétition           | Lieu     | Place | Épreuve   |
| ---- | --------------------- | -------- | ----- | --------- |
| 1994 | Championnats d'Europe | Helsinki | 1er   | 4 × 100 m |

- Champion de France du 200 m en 1982